# Mireille Martin-Deschamps
Pour les articles homonymes, voir Martin.
Pour le chanteur de rock, voir Martin Deschamps.
Mireille Martin-Deschamps est une mathématicienne et universitaire française, spécialiste d'algèbre et de géométrie algébrique. Elle est professeure émérite à l'université de Versailles-Saint-Quentin-en-Yvelines et présidente de la Société mathématique de France de 1998 à 2001.

## Biographie
Mireille Martin est élève à l'École normale supérieure de jeunes filles de 1965 à 1969 (1965 S). Elle soutient en 1976 une thèse de doctorat intitulée Surfaces de type général (ou fondamental) et de type (T2) sur un corps de fonctions (caractéristique 0), à l'université d'Orsay. Elle est chercheuse au CNRS dès 1969, dans différentes instances, l'université d’Orsay, l'université Paris-7, l'École normale supérieure et enfin l'université de Versailles-Saint-Quentin-en-Yvelines, jusqu'en 2003. Elle est ensuite professeure à l'université de Versailles-Saint-Quentin-en-Yvelines, de 2003 à 2010. Elle prend sa retraite en 2010.

## Activités scientifiques et engagements institutionnels
Mireille Martin-Deschamps est formée à la géométrie algébrique, puis elle s'oriente vers la géométrie projective. Ses travaux portent notamment sur le schéma de Hilbert (en) des courbes gauches. Elle collabore dans ses recherches avec Daniel Perrin et Robin Hartshorne. Elle dirige le laboratoire de mathématiques de l'université de Versailles-Saint-Quentin de 1998 à 2004.
Elle est présidente de la Société mathématique de France de 1998 à 2001 et est vice-présidente de la Société mathématique européenne de 2011 à 2013. Elle est présidente du jury du prix La Recherche en 2008 et en 2009.
Elle est nommée chevalier de la Légion d'honneur en 2004.

## Publications
- (co-dir.) L'Explosion des mathématiques, avec Patrick Le Tallec et Michel Waldschmidt, Paris, Société mathématique de France / Société de mathématiques appliquées et industrielles, 2002, 103 p.  (ISBN 2-85629-120-1).